# Roncesvalles
Roncesvalles (kastilisch [ronθesˈβaʎes]) (baskisch Orreaga, französisch Roncevaux, wörtliche deutsche Übersetzung etwa Tal/Täler der Dornensträucher) ist ein Ort in der Autonomen Region Navarra in Spanien. Er liegt in den Pyrenäen am südlichen Fuß des Ibañeta-Passes (span. Puerto de Ibañeta, frz. Col de Roncevaux) am Fluss Urrobi.
Der Ort ist bekannt zum einen als wichtige Pilgerstation am Jakobsweg, zum andern wegen der Schlacht von Roncesvalles am 15. August 778. Dabei wurde die Nachhut des Truppenzuges Karls des Großen unter der Führung von Roland durch die ortsansässigen Basken vernichtet, was die historische Grundlage für das Rolandslied bildete; dortselbst lässt der Dichter jedoch die Mauren unter Marsilis als gegnerische Akteure auftreten.

## Geschichte
Schon zu vorrömischer Zeit gab es hier einen Pyrenäenübergang und spätestens seit den Römern und ihrer Fernstraße Bordeaux–Astorga auch eine Passstation.
Karl der Große nutzte den Übergang von Roncesvalles für seinen Spanienfeldzug von 778; beim Rückzug kam es zur oben erwähnten Schlacht als Rache für die Zerstörung Pamplonas durch die Truppen Karls des Großen. Als Platz für diese Schlacht werden jedoch immer wieder auch andere Orte ins Spiel gebracht. Der Sage nach soll auch die knapp 100 km östlich gelegene Gesteinsformation der Brèche de Roland, einer 40 m breiten, 100 m tiefen und 2807 m hohen Scharte im Pyrenäenhauptkamm oberhalb des Cirque de Gavarnie, von einem Schlag Rolands mit seinem Schwert Durendart herrühren.
Roncesvalles wurde mit der Begründung des Jakobsweges von 813 immens wichtig: Drei der vier wichtigsten Pilgerwege nach Santiago de Compostela gehen hier gebündelt über die Pyrenäen (Via Podiensis von Puy und Conques, Via Turonensis – von Paris, Tours und Poitiers, Via Lemovicensis – von Vézelay, Limoges und Périgueux kommend. Die Via Tolosana – Arles, Toulouse – führt über den Somport).
Die Küstenroute mit den vielen (gefürchteten und teuren) Flussüberquerungen konnte so vermieden und gleichzeitig das Rolandsschlachtfeld besichtigt werden, wenn auch ein steiler Anstieg und Wetterumschwünge die Pilger abschreckten.
Der Ort mit dem alten Augustinerkloster von 1132 stellte einen wichtigen Haltepunkt auf dem Jakobsweg dar und hat diese Funktion mit der Revitalisierung des Weges wiedererlangt.
Im Tal von Roncesvalles fanden im April und Mai 1793 Gefechte zwischen Spaniern und Franzosen statt. Am 25. Juli 1813 verdrängte hier Soult die Engländer und Spanier aus ihrer Stellung.
Nach dem Ort bzw. der Schlacht wurde auch eine Landfläche auf dem Saturnmond Iapetus als Roncevaux Terra benannt.

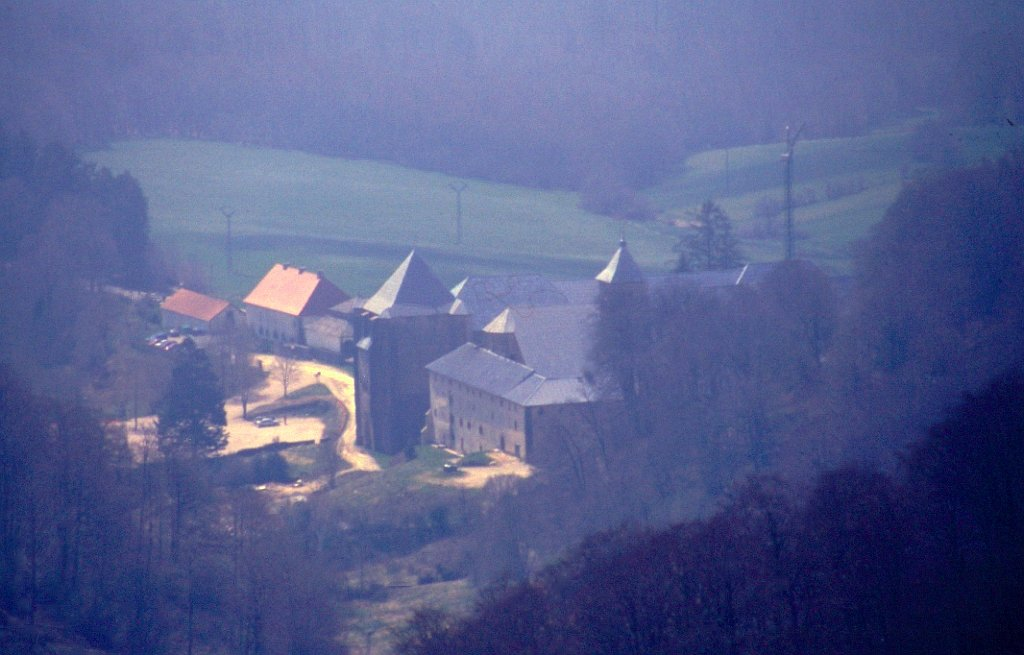
Kloster Roncesvalles
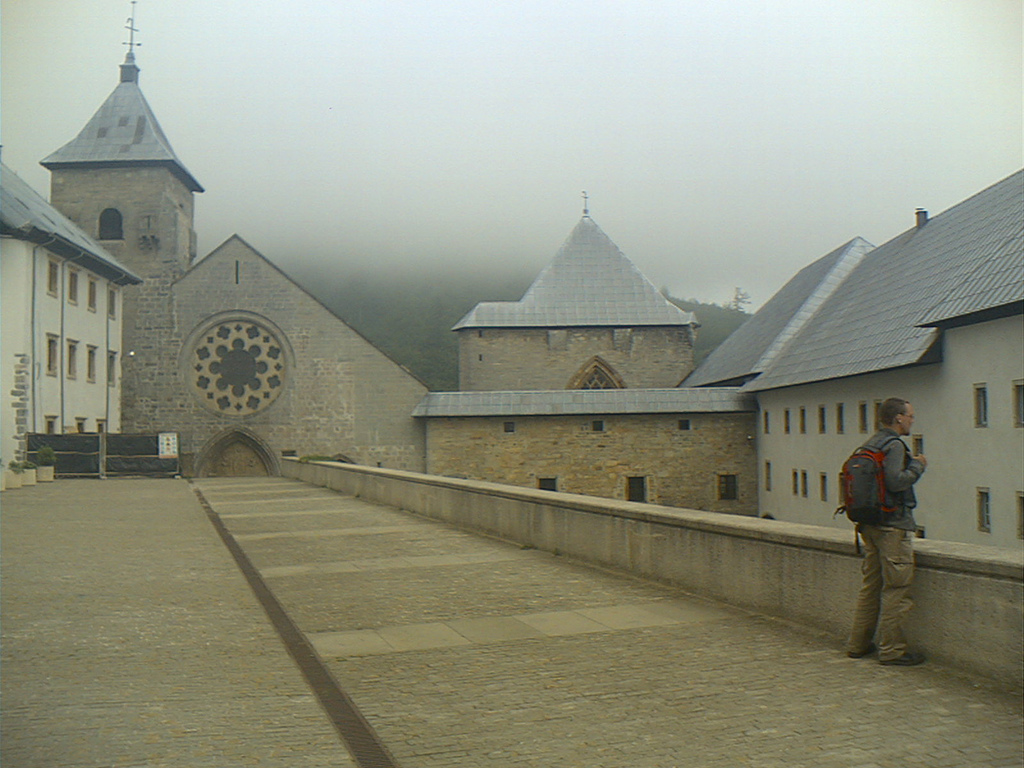
Kloster Roncesvalles
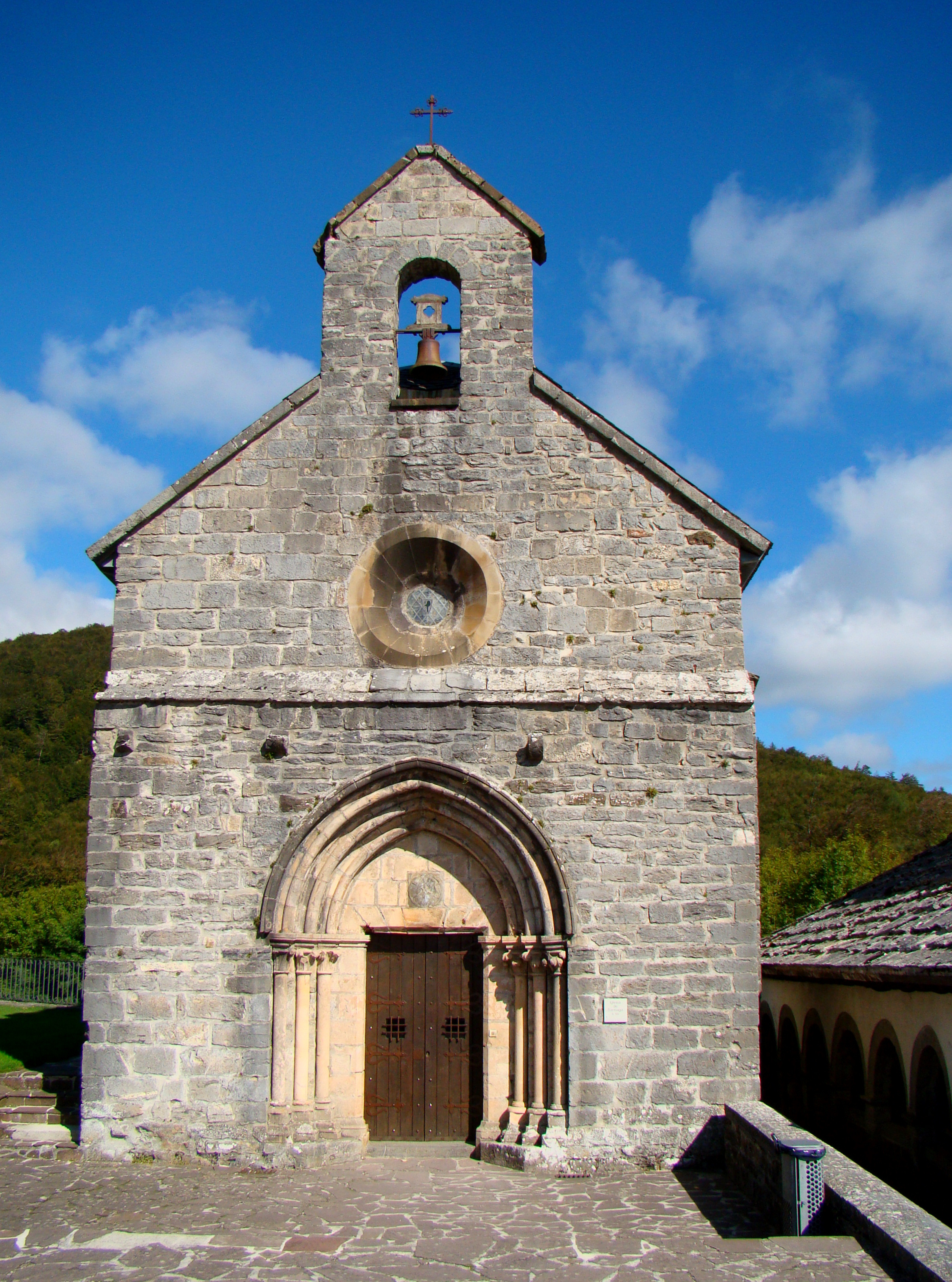
Die Kapelle von Santiago[2] in Roncesvalles
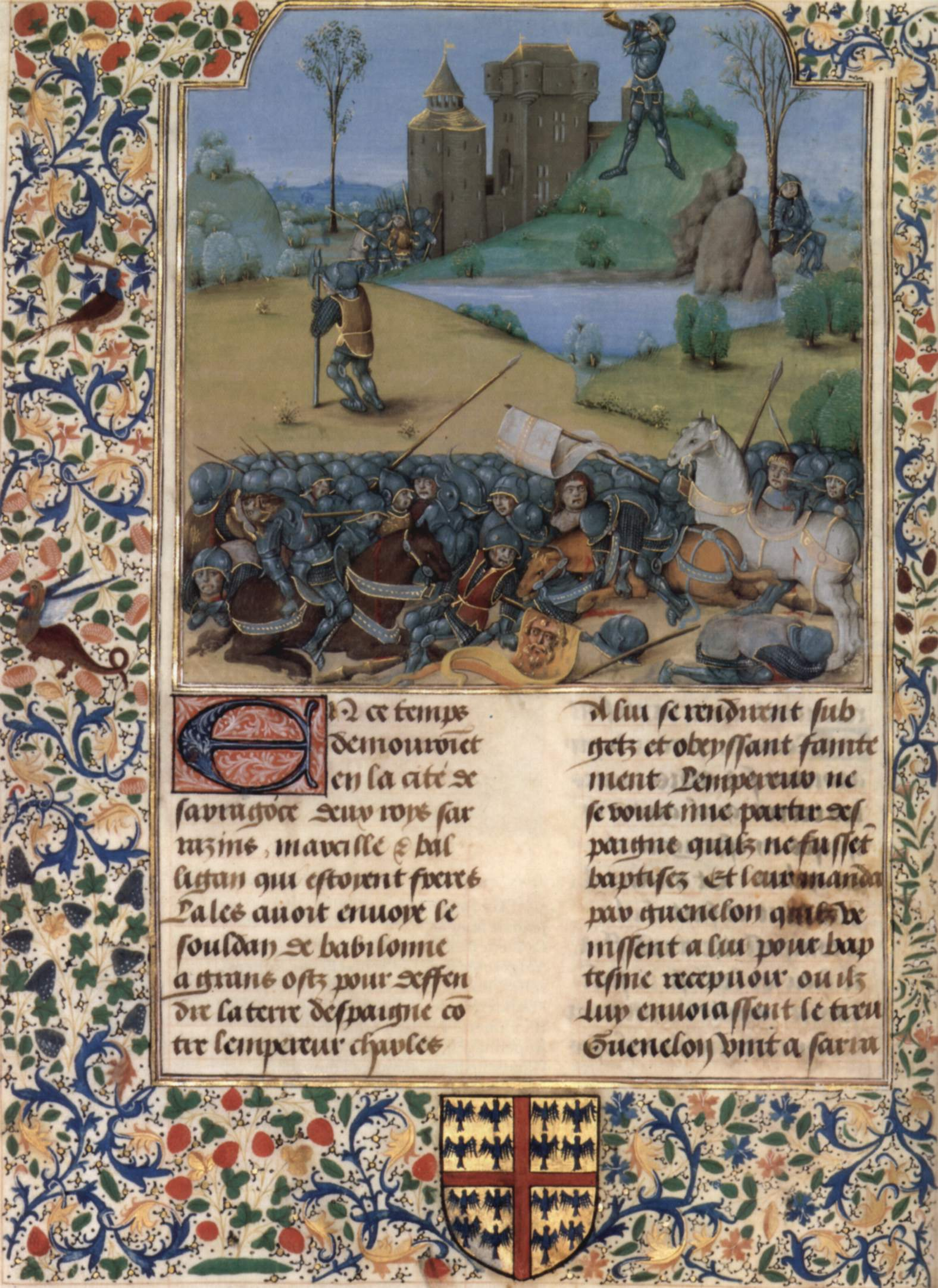
La Fleur des Histoires des Jean Mansel, Szene: Die Schlacht von Roncesvalles, Roland stößt ins Horn.

## Bevölkerungsentwicklung der Gemeinde
Quelle: INE-Archiv – grafische Aufarbeitung für Wikipedia